# Stanley Milgram
Stanley Milgram (ur. 15 sierpnia 1933, zm. 20 grudnia 1984) – amerykański eksperymentalny psycholog społeczny, pracujący na uniwersytetach Yale i Harvarda oraz Nowojorskim, z wykształcenia politolog.
Na Uniwersytecie Yale przeprowadził eksperymenty posłuszeństwa wobec władzy (1963) oraz „świat jest mały”.
Wychował się w Nowym Jorku. Szkołę średnią imienia Jamesa Monroego ukończył razem z przyszłym psychologiem społecznym – Philipem Zimbardo. Był absolwentem Queens College (City University of New York). W trakcie studiów na Uniwersytecie Harvarda uczył się pod okiem Gordona Allporta, który wywarł silny wpływ na jego późniejsze prace, oraz Solomona Ascha.